# 1949 год в науке
В 1949 году были различные научные и технологические события, некоторые из которых представлены ниже.

## События
- 29 августа — испытание первой атомной бомбы в СССР.
- 14 декабря — в Лаборатории Ядерных Проблем запущен крупнейший в мире синхроциклотрон[1].
- Основана Американская кристаллографическая ассоциация[2]

## Достижения человечества

### Открытия
- 1 мая — Джерард Койпер открыл Нереиду, спутник Нептуна.
- Возможно в этом году Эдвард Мёрфи изобрёл свой закон Мёрфи.
- Математик Джон фон Нейман вычислил число пи с точностью до 2037 цифры на компьютере ENIAC.

### Изобретения
- 2 февраля был выпущен первый виниловый диск с кол-вом оборотов 45, вместо бывших в употреблении 78.
- 11 мая — первое коммерческое появление Полароида.
- Июнь — в Кембриджском университете создан EDSAC, первый компьютер с хранимыми программами.
- Уиллард Либби в университете Чикаго разработал радиоуглеродный анализ, за который получил Нобелевскую премию в 1960 году.
- Дональд Хебб предложил первый алгоритм обучения искусственных нейронных сетей.
- Пластмассовые кубики LEGO.

### Публикации
- 19 сентября — публикация Ричарда Фейнмана «The Theory of Positrons», после которой возникло понятие диаграммы Фейнмана.
- Джон Нэш написал диссертацию о теории игр, за которую в 1994 году получил Нобелевскую премию по экономике.
- Social Theory and Social Structure — основополагающая работа Мертона, давшая начало теории среднего уровня в социологии.

## Награды
- Медаль Копли: Дьёрдь де Хевеши
- Медаль Дэви: Александер Тодд
- Медаль Уолластона в геологии: Роберт Брум
- Медаль Сильвестра: Луис Морделл.
- Премия Альберта Ласкера за фундаментальные медицинские исследования: Андре Фредерик Курнан, Уильям С. Тиллетт, Л. Р. Кристенсен
- Премия Генри Норриса Рассела: Субраманьян Чандрасекар.
- Нобелевская премия
  - Физика: Хидэки Юкава, «За предсказание существования мезонов на основе теоретической работы по ядерным силам» (см. потенциал Юкавы).
  - Химия: Уильям Джиок, «За вклад в химическую термодинамику, особенно в ту её область, которая изучает поведение веществ при экстремально низких температурах»
  - Физиология и медицина: Вальтер Гесс «За открытие функциональной организации промежуточного мозга как координатора активности внутренних органов» и Эгаш Мониш «За открытие терапевтического воздействия лейкотомии при некоторых психических заболеваниях».

## Родились
- 10 марта — Ларри Уолл, писатель и программист, создатель языка программирования Перл.
- 27 апреля — Джудит Резник (ум. 1986) — американская астронавтка.

## Скончались
- 21 декабря — Мир Абульфат-хан Талышинский, основоположник травматологии в Азербайджане.